# Dieter Smidt
Dieter Smidt (* 10. März 1927 in Rysum, Ostfriesland; † 11. August 1998 in Karlsruhe) war ein deutscher Physiker und Autor sowie Mitglied und zeitweise Vorsitzender der Reaktor-Sicherheitskommission.

## Leben
Smidt wurde im ostfriesischen Dorf Rysum (heute Gemeinde Krummhörn, Landkreis Aurich) geboren. Seine Eltern waren der örtliche Pfarrer Udo Smidt und dessen Ehefrau Helene, geb. Farr. Nach dem Besuch des humanistischen Gymnasiums in Bremerhaven studierte er an der Technischen Hochschule Karlsruhe, heute Karlsruher Institut für Technologie. Smidt war seit 1957 verheiratet mit Ursula Smidt, geb. Ropertz. Das Paar hatte zwei Söhne.

## Beruf
Nach Abschluss seiner Doktorarbeit 1954 bei Christian Gerthsen (Lumineszenz durch Anregung von Alphateilchen und Elektronen) war Smidt zunächst zwei Jahre lang als wissenschaftlicher Assistent in Karlsruhe tätig, bevor er mit 29 Jahren in die Industrie ging und sogleich der Chefphysiker der Atomenergieabteilung der Deutschen Babcock und Wilcox-Dampfkesselwerke AG in Oberhausen wurde. 1957 wurde er als einer der ersten deutschen Physiker an der International School of Nuclear Science and Engineering in den USA in Reaktorphysik und Reaktortechnik ausgebildet. 1960 kehrte Smidt schließlich von Oberhausen nach Karlsruhe zurück und übernahm im Kernforschungszentrum zunächst die große Technische Abteilung. Fünf Jahre später wurde Smidt ordentlicher Professor und Leiter des Instituts für Reaktortechnik an der Universität Karlsruhe berufen, womit gleichzeitig die Leitung eines neu gegründeten Instituts für Reaktorentwicklung am Kernforschungszentrum verbunden war. In den ersten Jahren seiner Karlsruher Tätigkeit machte sich Smidt vor allem um den Forschungsreaktor FR-2 verdient.
Smidt war von 1968 bis 1982 Mitglied der deutschen Reaktorsicherheitskommission. In zwei Perioden (1971–1974 und 1981–1982) saß er dem Gremium vor. Unter seiner Leitung entstanden unter anderem Leitlinien für die deutsche Reaktorsicherheit. Daneben wurde Smidt auch in internationale Expertengremien berufen.

## Werke (Auswahl)
- Reaktortechnik, Band 1 und 2, Karlsruhe 1971 (2. Aufl. ebd. 1976)
- Reaktor-Sicherheitstechnik. Sicherheitssysteme und Störfallanalyse für Leichtwasserreaktoren und schnelle Brüter, Springer Verlag, Berlin usw. 1979

## Auszeichnungen
- Bundesverdienstkreuz am Bande[2] für Verdienste um die Reaktorsicherheit (1978)
- Arthur Holly Compton Award der American Nuclear Society